# Arvid Blomquist

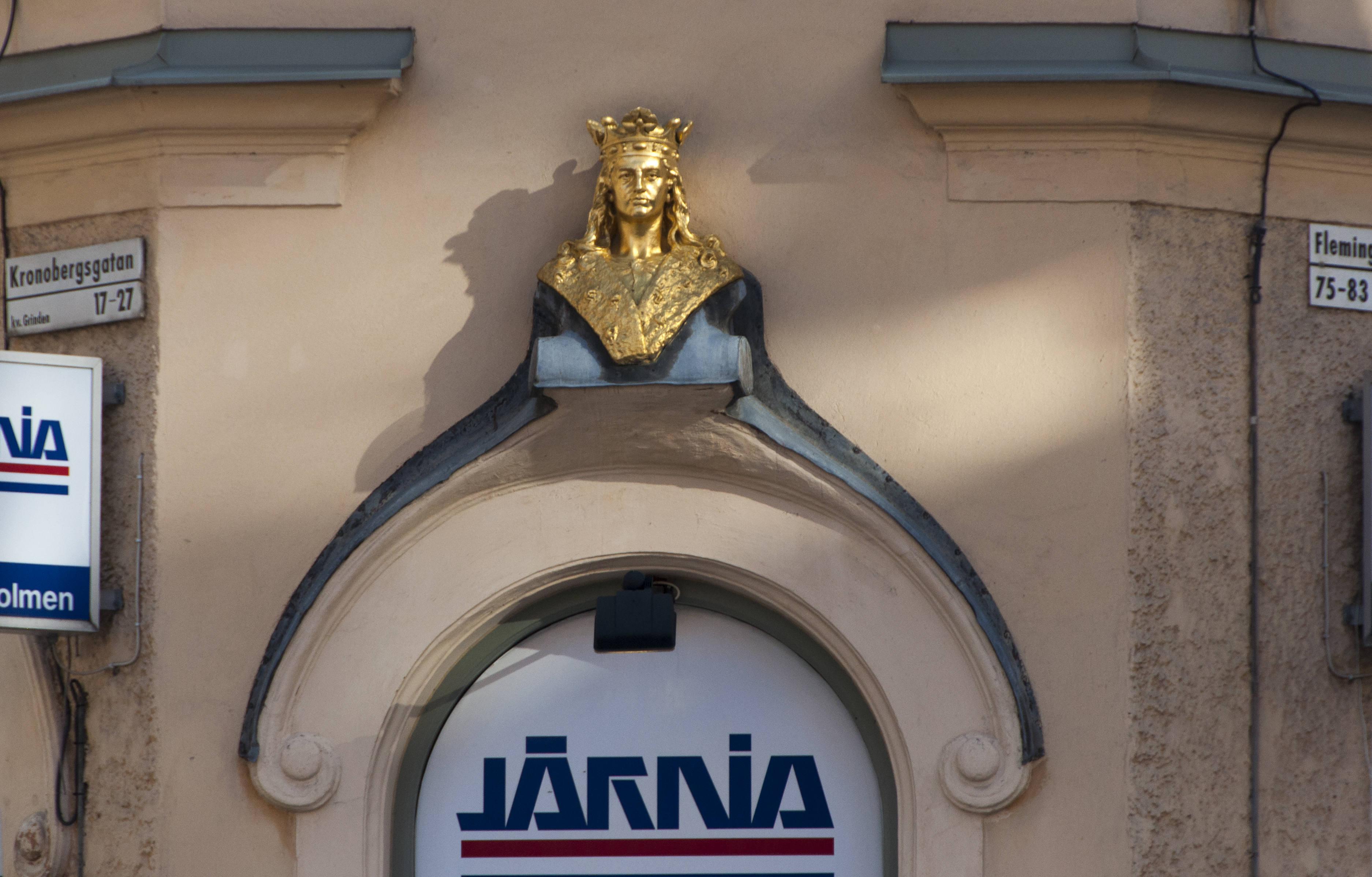
Apoteket Sankt Eriks första ägare var Blomquist.

Arvid Nathanaël Blomquist, född 24 september 1859 på Folkavi egendom i Kräcklinge socken, Örebro län, död 3 mars 1913, var en svensk apotekare.

## Biografi
Blomquist blev elev på apoteket i Köping 1876 samt avlade farmacie kandidatexamen 1879 och apotekarexamen 1886. Han var anställd på apoteket i Köping 1886–1887, på apoteket Hvita Björn i Stockholm 1887, på apoteket i Hörby 1887–1888, på apoteket Korpen i Stockholm 1888–1889, på apoteket Fläkta Örn i Malmö 1889–1891, varefter han på apoteket Gripen i Stockholm. När dettas dåvarande innehavare, August Lehman, några år senare förflyttades till Ugglan, följde Blomqvist honom dit samt var där anställd, tills han i maj 1903 erhöll privilegium på det nyinrättade apoteket Sankt Erik vid Fleminggatan 74 på Kungsholmen.
Blomquist var sekreterare i Apotekarsocietetens direktion 1906–1911 och därefter dess ordförande, Farmaceutiska föreningens ordförande 1905–1908 och 1911–1912, ledamot av permanenta farmakopékommittén 1909 och av arsenikkommittén 1912 samt samma år av den kommitté, som skulle utarbeta förslag till apoteksväsendets framtida organisation. Han publicerade ett stort antal artiklar i kemiska och farmaceutiska ämnen i in- och utländska facktidskrifter. Tillsammans med Gustaf Bergh, Thore Delphin och Richard Westling utgav han "Kommentar till Svenska farmakopén" (1902–1906). Han tilldelades Schéele-priset 1897.
Arvid Blomquist var från 1908 till sin död gift med Thyra Lehman (1875–1964), dotter till apotekare August Lehman. De är alla begravda på Norra begravningsplatsen utanför Stockholm.